# Anna Comnena
Anna Comnena (grec medieval: Ἄννα Κομνηνή, Anna Komniní) fou una princesa romana d'Orient, considerada la primera dona historiadora de qui es té coneixement.

## Biografia
Anna, filla d'Aleix I Comnè i de l'emperadriu Irene Ducena, va néixer l'1 de desembre del 1083 a Constantinoble i era la més gran de nou germans: Maria Comnena, Joan Comnè (que seria el futur emperador), Andrònic Comnè, Isaac Comnè, Eudòxia Comnena, Teodora Comnena, Manuel Comnè i Zoè Comnena.
Durant la seva infantesa va ser criada per la que havia de ser la seva sogra, Maria d'Alània, amb qui mantindria una forta relació d'amistat, i va rebre una educació clàssica estudiant literatura, grec antic, retòrica, ciències, geografia, matemàtiques, medicina i coneixements militars. Tot i que a l'Imperi Romà d'Orient ho era més que a Europa occidental, aquest nivell d'educació per a una dona era poc habitual.
Sent una nena fou promesa, per tal d'aconseguir una aliança, a Constantí Ducas, fill de l'emperador Miquel VII i Maria d'Alània, però aquest va morir als voltants del 1094, sent encara molt jove, cosa que va provocar que s'arrangés un altre matrimoni amb Nicèfor Brienni, un noble grec. Tot i ser, inicialment, un matrimoni de conveniència, es va convertir en un matrimoni molt estable i feliç, com va escriure Anna en l'Alexíada, i junts van tenir quatre fills: Aleix, que seria el comandant de l'armada romana d'Orient, Joan, Irene i Maria.
A banda de la seva cultura, Anna Comnena també va ser una gran educadora i gestora, com va demostrar en organitzar i administrar un gran hospital i orfenat donat pel seu pare on tenia cura de prop de 10.000 nens; també ensenyava medicina als treballadors i donava classes de reforç als orfes. La gran intel·ligència d'Anna Comnena, complementada amb la de Nicèfor, va convertir la seva residència a Constantinoble en el centre de les arts i les ciències de la ciutat. Anna Comnena és considerada la primera dona historiadora de qui es té coneixement, prenent com a models els historiadors grecs Tucídides i Polibi i amb un estil caracteritzat per l'aticisme característic de la literatura romana d'Orient de l'època.
El 1118, el seu germà Joan II Comnè va succeir Aleix I, però molts, incloses Anna i la seva mare Irene, esperaven que Nicèfor Brienni en seria el successor escollit. Anna va incitar Nicèfor a prendre el poder quan fos possible, arribant a planificar l'assassinat de Joan durant el funeral del seu pare. Brienni s'hi va negar, la conspiració va fracassar, les seves propietats i títols van ser confiscats i Anna fou enviada a l'exili al monestir de la Mare de Déu Plena de Gràcia, on més endavant s'afegiria la seva germana Eudòxia. Brienni, en canvi, va continuar com a conseller de Joan II fins a la seva mort l'any 1137. Durant l'exili, Anna Comnena va compondre l'Alexíada (Ἀλεξίας, Alexias) sobre la vida del seu pare, en 15 volums, i va morir al convent l'any 1153.